# Kenneth Mars
Kenneth Mars, född 4 april 1935 i Chicago, Illinois, död 12 februari 2011 i Granada Hills, Los Angeles County, Kalifornien, var en amerikansk skådespelare. Överspända, smått galna rollkaraktärer i komedier blev något av Mars signum, som exempelvis den duvuppfödande, nazistiske manusförfattaren Franz Liebkind i Mel Brooks Det våras för Hitler (The Producers, 1968), den uppblåste musikforskaren Hugh Simon i Peter Bogdanovichs Go’dag yxskaft? (What's Up, Doc?, 1972) och polismästaren Hans Wilhelm Fredrich Kemp i Det våras för Frankenstein (Young Frankenstein, 1974), även den regisserad av Mel Brooks.
Mars gestaltade även Kung Tritons röst i Den lilla sjöjungfrun-filmserien från 1989 till 2000.

## Filmografi i urval
- 1968 – Det våras för Hitler
- 1972 – Go’dag yxskaft?
- 1974 – Det våras för Frankenstein
- 1975 – Dödligt utspel
- 1979 – Gänget drar vidare
- 1983 – Kapten Gulskägg
- 1984 – Har jag gjort bort mig nu igen?
- 1985 – Fletch
- 1987 – Radio Days
- 1989 – Agent 86 Smart (TV-film)
- 1989 – Polisskolan 6 – Går under jorden
- 1989 – Den lilla sjöjungfrun (röst)
- 1991 – Skuggor och dimma
- 1992-1994 – Den lilla sjöjungfrun (röst i TV-serie)
- 1993 – Rex och hans vänner (röst)
- 1994 – Tummelisa (röst)
- 1994 – Mighty Max (TV-serie) (röst i TV-serie)
- 1996 – Citizen Ruth
- 1997 – Fallout (röst i datorspel)
- 1997 – Landet för länge sedan V: Den mystiska ön (röst)
- 2000 – Den lilla sjöjungfrun II – Havets hemlighet (röst)
- 2002 – Kingdom Hearts (röst i datorspel)
- 2006 – Kingdom Hearts II (röst i datorspel)